# Tortula chubutensis
Tortula chubutensis är en bladmossart som beskrevs av Per Karl Hjalmar Dusén 1905. Tortula chubutensis ingår i släktet tussmossor, och familjen Pottiaceae. Inga underarter finns listade i Catalogue of Life.